# 弗朗西斯科桑托斯
弗朗西斯科桑托斯（葡萄牙語：Francisco Santos）是巴西皮奥伊州的一个市镇。总面积569.502平方公里，总人口8170人，人口密度14.3人/平方公里。